# Zegel van de Marshalleilanden

Zegel van de Marshalleilanden

Het zegel van de Marshalleilanden heeft een donkerblauwe achtergrond waarop diverse dingen afgebeeld zijn.
Centraal staat een vredesengel met daarachter aan de ene zijde een eiland met een palmboom en aan de andere zijde een boomkano. Boven deze kano is een traditioneel vissersnet afgebeeld. Vanuit de engel gaan twee stroken schuin naar boven, naar beide zijden een. Een van deze stroken komt ook terug op de vlag van de Marshalleilanden. De strook bestaat uit een witte en gele streep. De witte streep staat voor de zonsopkomst, de gele voor de zonsondergang. Geheel bovenaan staat een ster die symbool staat voor het christelijk kruis. De 24 stralen staan voor de 24 bestuurlijke districten van de Marshalleilanden. Vier stralen zijn groter, deze staan voor de vier belangrijkste atollen: Majuro, Ebeye, Jaluit en Wotje.
Onder de engel is een traditionele stafkaart te zien. Om de verbeelding heen staat een tekst in het donkerblauw met bovenaan in het Engels "Republic of the Marshall Islands" (Republiek van de Marshalleilanden) en onderaan in het Marshallees: "Jepilpin ke Ejukaan" (Vervolmaking door gezamenlijke inspanning).
Australië · Fiji · Kiribati · Marshalleilanden · Micronesia · Nauru · Nieuw-Zeeland · Oost-Timor · Palau · Papoea-Nieuw-Guinea · Salomonseilanden · Samoa · Tonga · Tuvalu · Vanuatu
Afhankelijke gebieden

Amerikaans-Samoa · Cookeilanden · Frans-Polynesië · Guam · Nieuw-Caledonië · Niue · Norfolk · Noordelijke Marianen · Pitcairn · Tokelau-eilanden · Wallis en Futuna